# Henrik Karlsson
Henrik Karlsson (ur. 27 listopada 1983 w Sztokholmie) – szwedzki hokeista, reprezentant Szwecji oraz Kazachstanu.
Jego brat Rickard (ur. 1979) także został hokeistą.

## Kariera
- Hammarby J18 (2000–2001)
- Hammarby J20 (2000-2002)
- Botkyrka HC (2002-2004)
- IK Oskarshamn (2004-2005)
  -  Olofströms IK (2004)
  -  MB Hockey (2005-2006)
- Hammarby J20 (2006)
- Hammarby IF (2006-2008)
- Malmö Redhawks (2008-2009)
- Södertälje SK (2009)
- Färjestad BK (2009-2010)
- Calgary Flames (2010–2012)
- Abbotsford Heat (2012)
- Rockford IceHogs (2012-2013)
- Skellefteå AIK (2013-2014)
- Awangard Omsk (2014)
- Jokerit (2014-2016)
- Barys Astana (2016-2019)
- Barys Nur-Sułtan (2019-2021

Wychowanek klubu IFK Tumba. Występował w ligach szwedzkich Allsvenskan i Elitserien, NHL, AHL, KHL. Od maja 2014 zawodnik Jokeritu. Od maja 2016 zawodnik kazachskiego klubu Barys Astana. W maju 2021 ogłoszono jego odejście z klubu.
Został reprezentantem Szwecji. Występował m.in. w turniejach Euro Hockey Tour. Po dwóch latach występów w Barysie Astana w 2018 został potwierdzony do gry w barwach reprezentacji Kazachstanu. W barwach tego kraju uczestniczył w turniejach mistrzostw świata edycji 2018, 2019 (Dywizja I).

## Sukcesy
Reprezentacyjne
- Awans do MŚ Elity: 2019 z Kazachstanem

Klubowe
- Puchar Nadziei: 2014 z Awangardem Omsk

Indywidualne
- Karjala Cup 2013:
  - Skład gwiazd turnieju
- Karjala Cup 2014:
  - Najlepszy bramkarz turnieju[6]
- KHL (2016/2017):
  - Czwarte miejsce w klasyfikacji meczów bez straty gola w sezonie zasadniczym: 7
- Mistrzostwa Świata w Hokeju na Lodzie 2018/I Dywizja#Grupa A:
  - Pierwsze miejsce w klasyfikacji skuteczności interwencji bramkarzy w turnieju: 93,71%[7]
- KHL (2018/2019):
  - Najlepszy bramkarz miesiąca - grudzień 2018[8]
- Mistrzostwa Świata w Hokeju na Lodzie 2019/I Dywizja#Grupa A:
  - Trzecie miejsce w klasyfikacji skuteczności interwencji: 91,55%[9]
  - Drugie miejsce w klasyfikacji średniej goli straconych na mecz: 1,48